# Vendehals
Vendehalsen (Jynx torquilla) er en spætte i ordenen af spættefugle. Den udgør sammen med den rødstrubede vendehals underfamilien vendehalse. Den har en længde på 16 cm og vejer 30-45 g. Den er udbredt i Europa og det centrale Asien samt i det nordlige Afrika. Ynglebestanden i Danmark vurderes til at udgøre 30-35 par (2009) og er vurderet som sårbar på den danske rødliste (2019).
Vendehalse lever mest af myrer og deres pupper.